# (1169) Alwine
(1169) Alwine es un asteroide que forma parte del cinturón de asteroides y fue descubierto por Maximilian Franz Wolf y Mario Ferrero el 30 de agosto de 1930 desde el observatorio de Heidelberg-Königstuhl, Alemania.

## Designación y nombre
Alwine fue designado al principio como 1930 QH.
Se desconoce la razón del nombre.

## Características orbitales
Alwine orbita a una distancia media de 2,319 ua del Sol, pudiendo alejarse hasta 2,676 ua. Tiene una excentricidad de 0,1543 y una inclinación orbital de 4,049°. Emplea 1290 días en completar una órbita alrededor del Sol.